# 23andMe
23andMe, Inc. es una empresa pública de biotecnología y genómica personalizada con sede en Sunnyvale, California . Es conocida por proporcionar un servicio de pruebas genéticas directas al consumidor en el que los clientes proporcionan una muestra de saliva que se analiza en laboratorio, utilizando el genotipado de polimorfismo de nucleótido único (SNPs),  para generar informes relacionados con la ascendencia del cliente y las predisposiciones genéticas a temas relacionados con su salud. El nombre de la compañía se deriva de los 23 pares de cromosomas en una célula humana.
Previamente, la compañía había tenido una relación tensa con la Administración de Alimentos y Medicamentos de los Estados Unidos (FDA) debido a sus pruebas de salud genética, pero a partir de octubre de 2015, las pruebas de ADN solicitadas en los EE. UU. incluyen un componente de salud autorizado, según la aprobación de la FDA. 23andMe ha estado vendiendo reportes con componentes relacionados con la ascendencia y la salud en Canadá desde octubre de 2014, y en el Reino Unido desde diciembre de 2014.
En 2007, 23andMe se convirtió en la primera empresa en comenzar a ofrecer pruebas de ADN autosómico para la ascendencia, que ahora utilizan todas las demás empresas importantes de genética. Su negocio de pruebas genéticas directas al consumidor basadas en la saliva fue nombrado "Invención del año" por la revista Time en 2008.
En marzo de 2025 la compañía se declaró en bancarrota (capítulo 11) en Estados Unidos, y su entonces CEO Anne Wojcicki renunció.

## Historia
Linda Avey, Paul Cusenza y Anne Wojcicki fundaron 23andMe en 2006 para ofrecer pruebas e interpretación genética a las personas. Los documentos de inversión de 2007 sugieren también que 23andMe esperaba desarrollar una base de datos para continuar con los esfuerzos de investigación. En 2007, Google invirtió 3,9 millones de dólares en la empresa, junto con Genentech, New Enterprise Associates y Mohr Davidow Ventures. Wojcicki y el cofundador de Google, Sergey Brin, estaban casados en ese momento.
En 2007, Cusenza se fue para incorporarse a Nodal Exchange como CEO al año siguiente. Avey se fue en 2009 y cofundó Curious, Inc. en 2011.
En 2012, 23andMe recaudó $50 millones en una ronda de financiación Serie D, casi duplicando su capital de $52,6 millones. En 2015, 23andMe recaudó $115 millones en una oferta de Serie E, aumentando el capital a $241 millones.
En junio de 2017, 23andMe creó un anuncio de marketing de marca con Gru de Mi villano favorito. En 2018, la empresa lanzó anuncios narrados por Warren Buffett.
En septiembre de 2017, se decía que la empresa estaba recaudando otros 200 millones de dólares con una valoración de 1500 millones de dólares. En ese momento, la empresa había recaudado $ 230 millones desde su creación Posteriormente, se informó que la compañía recaudó $ 250 millones, con una valoración de $ 1.75 mil millones.
El 25 de julio de 2018, 23andMe anunció su asociación con GlaxoSmithKline para permitir que la compañía farmacéutica use los resultados de las pruebas de 5 millones de clientes para diseñar nuevos medicamentos. GlaxoSmithKline invirtió $300 millones en la empresa. En enero de 2022, esta asociación se extendió hasta julio de 2023 con un pago adicional de $50 millones de GlaxoSmithKline.
En enero de 2020, 23andMe anunció que despediría alrededor de 100 de sus empleados.
En julio de 2020, 23andMe y GlaxoSmithKline anunciaron el primer ensayo clínico de su asociación: un activo desarrollado conjuntamente por las dos compañías para el tratamiento del cáncer. 
En diciembre de 2020, la empresa recaudó alrededor de 82,5 millones de dólares en una ronda de serie F, lo que elevó el total recaudado a lo largo de los años a más de 850 millones de dólares. No se informó la valoración posterior al dinero.
En febrero de 2021, la empresa anunció que había llegado a un acuerdo definitivo para fusionarse con la empresa de adquisición de propósito especial de Sir Richard Branson, VG Acquisition Corp, en una transacción de 3500 millones de dólares.
En junio de 2021, la empresa completó la fusión con VG Acquisition Corp. La compañía combinada pasó a llamarse 23andMe Holding Co. y comenzó a cotizar en la bolsa de valores Nasdaq el 17 de junio de 2021 con el símbolo de cotización "ME".
En octubre de 2021, 23andMe anunció que adquiriría Lemonaid Health, una empresa de telesalud, por 400 millones de dólares y el acuerdo se cerraría en noviembre.
Desde marzo de 2025, 23andMe enfrentó una encrucijada financiera: tras presentar una solicitud de bancarrota bajo el capítulo 11, la empresa abandonó su cotización pública. En junio, el cofundador Anne Wojcicki recuperó la empresa al presentar la oferta ganadora de 305 millones de dólares a través de su ONG TTAM Research Institute, superando la propuesta de Regeneron de USD 256 M y asegurando los activos principales de 23andMe, incluido Lemonaid Health.

## Regulación gubernamental en los Estados Unidos
El nuevo servicio de pruebas genéticas y la capacidad de mapear porciones significativas del genoma han planteado preguntas controversiales, incluyendo si los resultados pueden interpretarse de manera significativa y si conducirán a la discriminación genética. El entorno regulatorio para las empresas de pruebas genéticas ha sido incierto y aún no se ha materializado la regulación anticipada basada en el riesgo de los diferentes tipos de pruebas genéticas.

### Reguladores estatales
En 2008, los estados de Nueva York y California notificaron a 23andMe y empresas similares que necesitaban obtener una licencia CLIA para vender pruebas en esos estados. Para agosto de 2008, 23andMe había recibido licencias que les permitían seguir haciendo negocios en California.

### FDA
De acuerdo con Anne Wojcicki, 23andMe había estado en diálogo con la FDA desde 2008. En 2010, la FDA notificó a varias empresas de pruebas genéticas, incluida 23andMe, que sus pruebas genéticas se consideran dispositivos médicos y se requería aprobación federal para comercializarlas; Se envió una carta similar a Illumina, que fabrica los instrumentos y chips utilizados por 23andMe para brindar su servicio. 23andMe presentó por primera vez solicitudes de autorización de la FDA en julio y septiembre de 2012.
En noviembre de 2013, la FDA publicó una guía sobre cómo clasificar los servicios de pruebas y análisis genéticos ofrecidos por empresas que utilizan instrumentos y chips etiquetados para "uso exclusivo de investigación" e instrumentos y chips que habían sido aprobados para uso clínico.
Aproximadamente al mismo tiempo, después de no tener noticias de 23andMe durante seis meses, la FDA ordenó a 23andMe que dejara de comercializar su kit de recolección de saliva y su servicio de genómica personalizada (PGS), ya que 23andMe no había demostrado que había "validado analítica o clínicamente el PGS para sus usos deseados" y que la "FDA está preocupada por las consecuencias para la salud pública de los resultados inexactos del dispositivo PGS".  Para el 2 de diciembre de 2013, 23andMe había detenido todos los anuncios de su prueba PGS, pero seguía vendiendo el producto. El 5 de diciembre de 2013, 23andMe vendía solo datos genéticos sin procesar y resultados relacionados con la ascendencia.
23andMe respondió públicamente a los informes de los medios el 25 de noviembre de 2013, afirmando: "Reconocemos que no hemos cumplido con las expectativas de la FDA con respecto al cronograma y la comunicación con respecto a nuestra presentación. Nuestra relación con la FDA es extremadamente importante para nosotros y estamos comprometidos a involucrarnos plenamente con ellos para abordar sus inquietudes".  Posteriormente, la directora ejecutiva, Anne Wojcicki, publicó una actualización en el sitio web de 23andMe, declarando: "Este es un territorio nuevo tanto para 23andMe como para la FDA. Esto hace que el proceso regulatorio con la FDA sea importante porque el trabajo que estamos haciendo con la agencia ayudará a sentar las bases para otras compañías en esta nueva industria en el futuro. También brindará una importante tranquilidad a las personas de que el proceso y la ciencia detrás del servicio cumplen con los rigurosos estándares requeridos por quienes se encargan de la seguridad del público".
El 5 de diciembre de 2013, 23andMe anunció que había suspendido las pruebas genéticas relacionadas con la salud para los clientes que compraron la prueba a partir del 22 de noviembre de 2013 para cumplir con la carta de advertencia de la FDA, mientras se sometía a una revisión regulatoria.
En mayo de 2014, se informó que 23andMe estaba explorando ubicaciones alternativas en el extranjero, incluidos Canadá, Australia y el Reino Unido, para ofrecer su servicio completo de pruebas genéticas. 23andMe había estado vendiendo un producto con componentes relacionados con la ascendencia y la salud en Canadá desde octubre de 2014, y en el Reino Unido desde diciembre de 2014.
En 2014, 23andMe presentó una solicitud 510(k) a la FDA para comercializar una prueba de portador para el síndrome de Bloom, que incluía datos que mostraban que los resultados de 23andme eran consistentes y confiables y que el kit de recolección de saliva y las instrucciones eran lo suficientemente fáciles de usar para las personas no cometieran errores que podrían afectar sus resultados, e incluyeron citas de la literatura científica que mostraban que las pruebas específicas que ofrecía 23andMe estaban asociadas con Blooms. La FDA aprobó la prueba en febrero de 2015; en el aviso de autorización, la FDA dijo que no requeriría aplicaciones similares para otras pruebas de portadores de 23andMe. La FDA envió más aclaraciones sobre la regulación de la prueba a 23andMe el 1 de octubre de 2015.
El 21 de octubre de 2015, 23andMe anunció que comenzaría a comercializar pruebas de portadores nuevamente en los EE. UU. Wojcicki dijo: "Había una parte de nosotros que no entendía cómo funciona el entorno regulatorio" con respecto a las funciones regulatorias de laboratorio distribuidas de la FDA y los Centros de Servicios de Medicare y Medicaid (CMS).
23andMe presentó una solicitud "de novo " a la FDA para comercializar pruebas que brindan a las personas información sobre si tienen mutaciones genéticas o alelos que los ponen en riesgo de contraer o tener ciertas enfermedades; las aplicaciones incluían datos que mostraban que los resultados de 23andMe eran consistentes y confiables. En abril de 2017, la FDA aprobó las solicitudes para diez pruebas: enfermedad de Alzheimer de inicio tardío, enfermedad de Parkinson, enfermedad celíaca, trombofilia hereditaria, deficiencia de alfa-1 antitripsina, deficiencia de glucosa-6-fosfato deshidrogenasa, distonía de inicio temprano, factor XI deficiencia y enfermedad de Gaucher . La FDA también dijo que tenía la intención de eximir más pruebas de riesgo genético de 23andMe de las solicitudes necesitadas de 510(k), y aclaró que solo estaba aprobando pruebas de riesgo genético, no pruebas de diagnóstico .
En marzo de 2018, la FDA aprobó otra solicitud de novo de la compañía, esta para una prueba DTC para tres mutaciones <i id="mwAQg">BRCA</i> específicas que son las mutaciones BRCA más comunes en personas de ascendencia Ashkenazi ; sin embargo, no son las mutaciones BRCA más comunes en la población general, y la prueba es solo para tres de las aproximadamente 1000 mutaciones conocidas. Estas mutaciones aumentan el riesgo de cáncer de mama y de ovario en las mujeres, y el riesgo de cáncer de mama y de próstata en los hombres.

## Productos

### Pruebas genéticas directas-al-consumidor

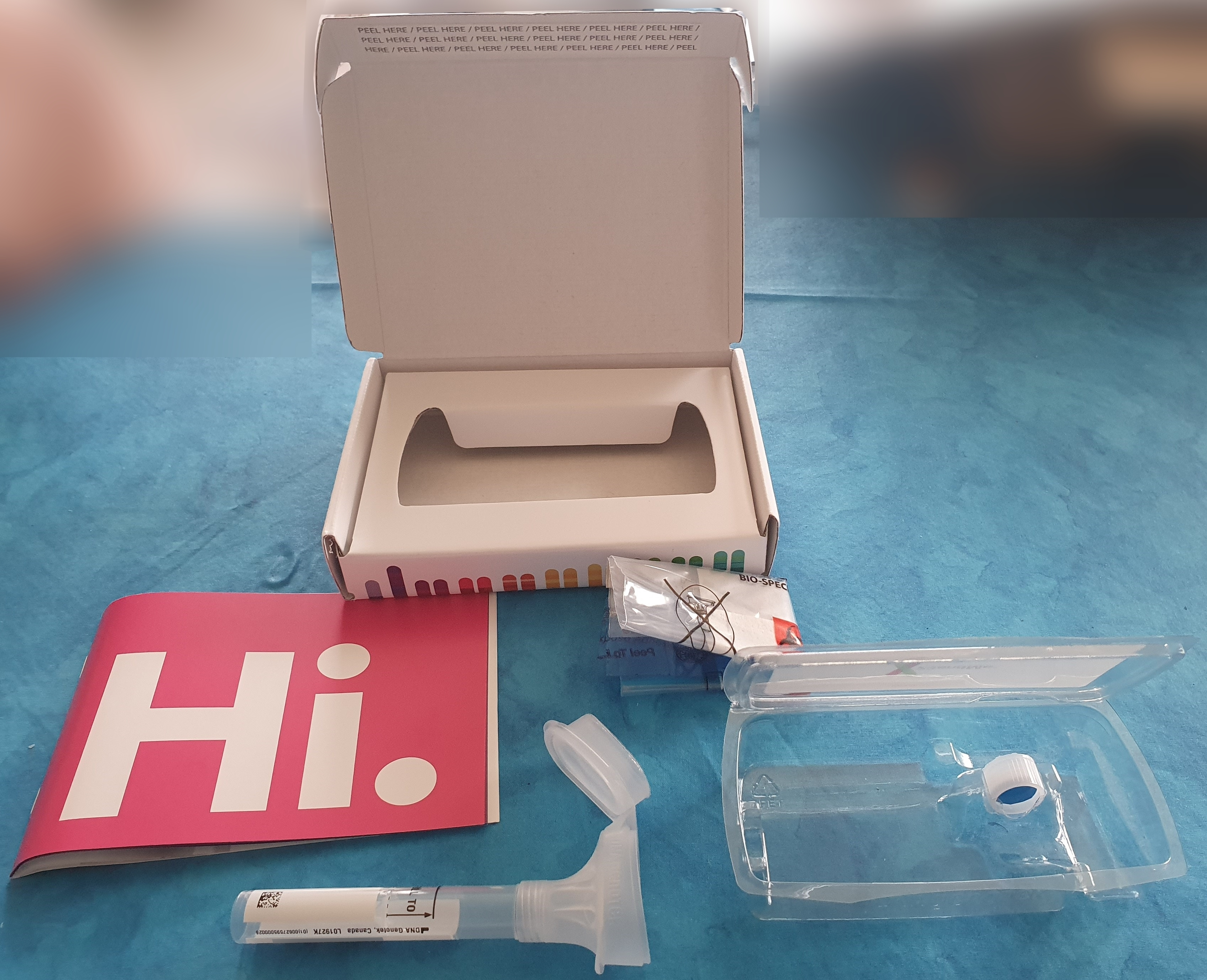
Un kit de prueba del genoma 23andMe 2021

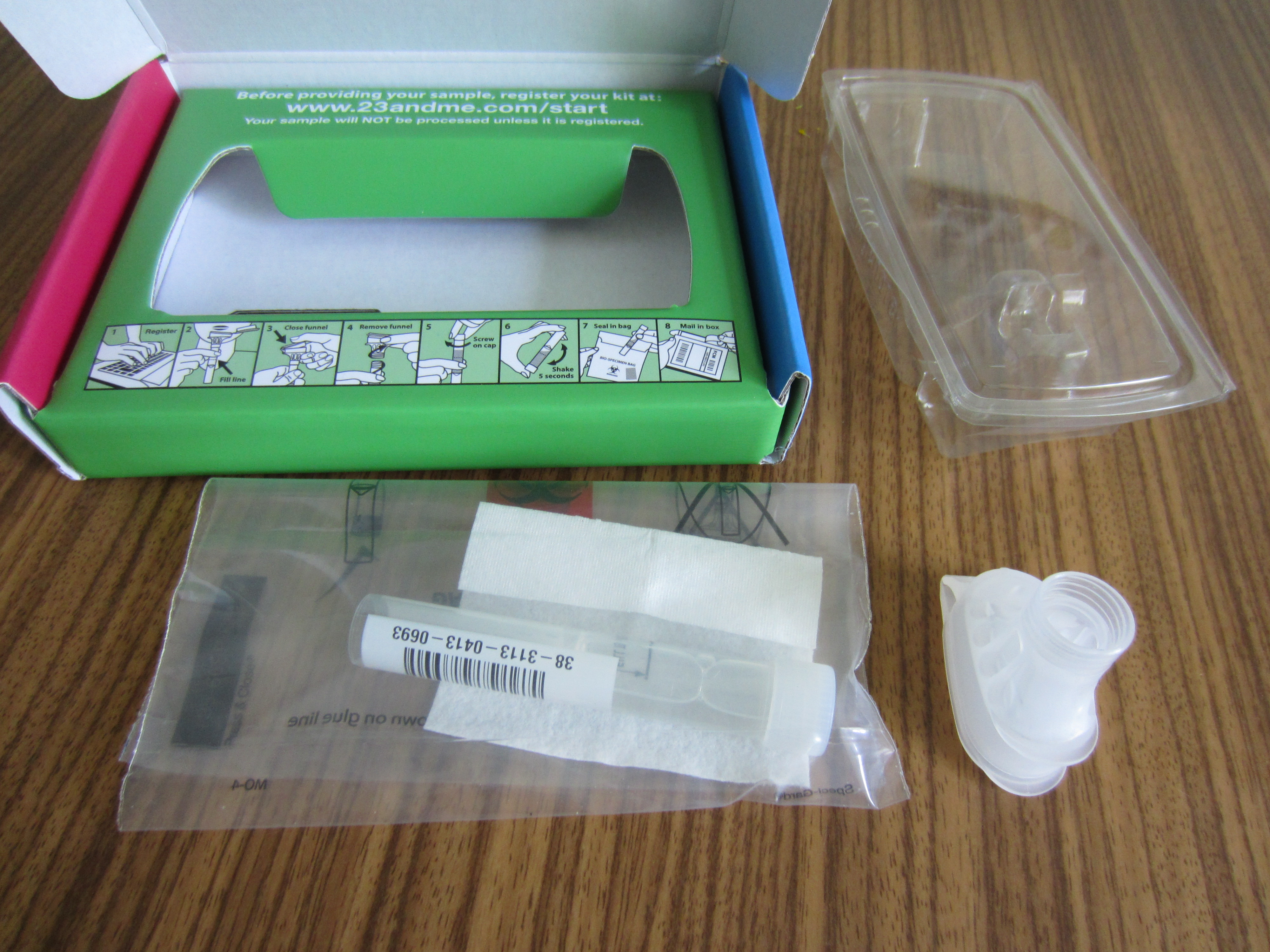
Un kit de prueba del genoma 23andMe 2013

23andMe comenzó a ofrecer pruebas genéticas directas-al-consumidor en noviembre de 2007. Los clientes proporcionan una muestra de prueba de saliva que es parcialmente genotipado por polimorfismo de nucleótido único (SNP) y los resultados se publican en línea. En 2008, cuando la empresa ofrecía estimaciones de "predisposición para más de 90 rasgos y condiciones que van desde la calvicie hasta la ceguera", la revista Time nombró al producto "Invención del año". 
Una vez que el laboratorio recibe la muestra, se extrae el ADN de la saliva y se amplifica para que haya suficiente para ser genotipado. Luego, el ADN se corta en pedazos pequeños y se aplica a un chip de microarreglo de vidrio, que tiene muchas perlas microscópicas aplicadas a su superficie. Cada perla tiene una sonda genética que coincide con el ADN de una de las muchas variantes que analiza la empresa. Si la muestra tiene una coincidencia en el microarreglo, las secuencias se hibridarán o se unirán, lo que permitirá a los investigadores saber que esta variante está presente en el genoma del cliente mediante una etiqueta fluorescente ubicada en las sondas. Se prueban decenas de miles de variantes de los 10 a 30 millones ubicados en todo el genoma. Estas coincidencias luego se compilan en un informe que se entrega al cliente, lo que le permite saber si las variantes asociadas con ciertas enfermedades, como el Parkinson, la celiaquía y el Alzheimer, están presentes en su propio genoma.
Los clientes pueden descargar sus datos genéticos sin interpretar. Esto brinda a los clientes la posibilidad de elegir uno de los 23 cromosomas, así como el ADN mitocondrial, y ver qué base se encuentra en ciertas posiciones en los genes, y ver cómo se comparan con otras variantes comunes. Los clientes que compraron pruebas con un componente relacionado con la ascendencia tienen acceso en línea a herramientas y resultados de pruebas de ADN genealógico, incluida una base de datos de coincidencias relativas. Los clientes también pueden ver su haplogrupo mitocondrial (materno) y, si son hombres o un pariente compartió una línea paterna que también se ha probado, el haplogrupo del cromosoma Y (paterno). Los clientes estadounidenses que compraron pruebas con un componente relacionado con la salud y recibieron resultados relacionados con la salud antes del 22 de noviembre de 2013 tienen acceso en línea a una evaluación de los rasgos hereditarios y los riesgos de trastornos genéticos. Los resultados relacionados con la salud de los clientes de EE. UU. que compraron la prueba a partir del 22 de noviembre de 2013 se suspendieron hasta fines de 2015 mientras se sometían a una revisión reglamentaria de la FDA. Los clientes que compraron pruebas en las ubicaciones de 23andMe en Canadá y el Reino Unido tienen acceso a algunos resultados relacionados con la salud, pero no a todos.
Para febrero de 2018, 23andMe ha genotipado a más de 3 000 000 de personas. Las restricciones de mercadeo de la FDA redujeron las tasas de crecimiento de clientes.
23andMe se usa comúnmente para que las personas concebidas por donantes encuentren a sus hermanos biológicos y, en algunos casos, a su donante de esperma u óvulos.

#### Cambios del producto
A fines de 2009, 23andMe dividió su servicio de genotipado en tres productos con diferentes precios: una edición de ascendencia, una edición de salud y una edición completa. Esta decisión se revirtió un año después, cuando se recombinaron los diferentes productos. A fines de 2010, la compañía introdujo una tarifa de suscripción mensual para actualizaciones basadas en nuevos hallazgos de investigaciones médicas. El modelo de suscripción resultó impopular entre los clientes y se eliminó a mediados de 2012.
23andMe solo vendió datos genéticos sin procesar y resultados relacionados con la ascendencia en los EE. UU. debido a las restricciones de la FDA desde el 22 de noviembre de 2013 hasta el 21 de octubre de 2015, cuando anunció que reanudaría el suministro de información de salud en el formulario de estado del portador e informes de bienestar con la aprobación de la FDA. Wojcicki dijo que todavía planean informar sobre el riesgo de enfermedad, sujeto a la futura aprobación de la FDA.